# Vlastenecký svaz – Litevští křesťanští demokraté
Vlastenecký svaz – Litevští křesťanští demokraté (litevsky: Tėvynės sąjunga – Lietuvos krikščionys demokratai, TS-LKD), známá též jako konzervativci, je středopravicová politická strana v Litvě. Pod současným názvem existuje od roku 2008, kdy se sloučila se stranou Litevští křesťanští demokraté. Na evropské úrovni je členkou Evropské lidové strany.

## Historie strany
Strana vznikla v roce 1993 jako uskupení Vlastenecký svaz – Litevští konzervativci (Tėvynės sąjunga/Lietuvost konservatoriai), které navazovalo na aktivity Litevského hnutí za přestavbu, známého jako Sąjūdis. Profilovala se vždy jako výrazně konzervativní a antikomunistická a po celou dobu své existence patřila k hlavním stranám na litevské politické scéně. Coby nejsilnější strana byla součástí vlád v letech 1996–2000, dále potom v letech 2008–2012 a od roku 2020.
V roce 2008 se sloučila s podobně orientovanou stranou Litevští křesťanští demokraté, důsledkem čehož nese strana název Vlastenecký svaz – Litevští křesťanští demokraté.

## Volební výsledky

### Parlamentní volby
| Rok voleb | Počet hlasů | Hlasy v % | Počet mandátů | +/- | Umístění |
| --------- | ----------- | --------- | ------------- | --- | -------- |
| 1996      | 409 585     | 31,3      | 70            | ▲70 | 1.       |
| 2000      | 126 850     | 8,6       | 9             | ▼61 | 5.       |
| 2004      | 176 409     | 14,8      | 25            | ▲16 | 2.       |
| 2008      | 243 823     | 19,7      | 45            | ▲20 | 1.       |
| 2012      | 206 590     | 15,0      | 33            | ▼12 | 2.       |
| 2016      | 276 275     | 22,6      | 31            | ▼2  | 2.       |
| 2020      | 292 124     | 25,8      | 50            | ▲19 | 1.       |

Volby do Evropského parlamentu
| Rok voleb | Počet hlasů | Hlasy v % | Počet mandátů | +/- | Umístění |
| --------- | ----------- | --------- | ------------- | --- | -------- |
| 2004      | 151 400     | 12,6      | 2             | ▲2  | 3.       |
| 2009      | 147 756     | 26,2      | 4             | ▲2  | 1.       |
| 2014      | 199 393     | 17,4      | 2             | ▼2  | 1.       |
| 2019      | 248 736     | 19,7      | 3             | ▲1  | 1.       |